# ميخائيل باربر (لاعب كرة قدم أمريكية)
ميخائيل باربر (بالإنجليزية: Mike Barber)‏ هو لاعب كرة قدم أمريكية أمريكي، ولد في 19 يونيو 1967 في وينفيلد في الولايات المتحدة.